# Coupe de France de rugby à XV 1996-1997
 (septembre 2024).
La mise en forme du texte ne suit pas les recommandations de Wikipédia : il faut le « wikifier ».
Les points d'amélioration suivants sont les cas les plus fréquents. Le détail des points à revoir est peut-être précisé sur la page de discussion.
- Les titres sont pré-formatés par le logiciel. Ils ne sont ni en capitales, ni en gras.
- Le texte ne doit pas être écrit en capitales (les noms de famille non plus), ni en gras, ni en italique, ni en « petit »…
- Le gras n'est utilisé que pour surligner le titre de l'article dans l'introduction, une seule fois.
- L'italique est rarement utilisé : mots en langue étrangère, titres d'œuvres, noms de bateaux, etc.
- Les citations ne sont pas en italique mais en corps de texte normal. Elles sont entourées par des guillemets français : « et ».
- Les listes à puces sont à éviter, des paragraphes rédigés étant largement préférés. Les tableaux sont à réserver à la présentation de données structurées (résultats, etc.).
- Les appels de note de bas de page (petits chiffres en exposant, introduits par l'outil «  Source ») sont à placer entre la fin de phrase et le point final[comme ça].
- Les liens internes (vers d'autres articles de Wikipédia) sont à choisir avec parcimonie. Créez des liens vers des articles approfondissant le sujet. Les termes génériques sans rapport avec le sujet sont à éviter, ainsi que les répétitions de liens vers un même terme.
- Les liens externes sont à placer uniquement dans une section « Liens externes », à la fin de l'article. Ces liens sont à choisir avec parcimonie suivant les règles définies. Si un lien sert de source à l'article, son insertion dans le texte est à faire par les notes de bas de page.
- La présentation des références doit suivre les conventions bibliographiques. Il est recommandé d'utiliser les modèles {{Ouvrage}}, {{Chapitre}}, {{Article}}, {{Lien web}} et/ou {{Bibliographie}}. Le mode d'édition visuel peut mettre en forme automatiquement les références.
- Insérer une infobox (cadre d'informations à droite) n'est pas obligatoire pour parachever la mise en page.

Pour une aide détaillée, merci de consulter Aide:Wikification.
Si vous pensez que ces points ont été résolus, vous pouvez retirer ce bandeau et améliorer la mise en forme d'un autre article.
Navigation
Coupe de France 1985-1986 Coupe de France Yves-du-Manoir 1997-1998
L'édition 1996-1997 de la Coupe de France est la 1re édition des quatre disputées de 1997 à 2000 de la Coupe de France Yves-du-Manoir et est remportée par la Section paloise,. 
Cette compétition s'apparente à la reprise des activités du Challenge Yves du Manoir. Cependant, le trophée donné à l'équipe vainqueur de la Coupe de France est de celui du Challenge Yves-du-Manoir. La compétition sera disputée de différentes manières entre 1997 et 2000.
Le vainqueur de la Coupe de France Yves-du-Manoir est qualifié pour la Coupe d'Europe 1997-1998.

## Première phase
Cette phase voit 29 équipes de Division 1 (Groupe A1 et A2) s'affronter en 4 poules inégales (une de 8 et les trois de 7). Ainsi, les cinq et six premières équipes de chaque tableau se qualifient pour les seizièmes de finale. Elle se déroule du 18 août au 17 novembre 1996.

## Phase finale
Rentre en lice dans cette phase les équipes du Groupe A1 qualifié en Coupe d'Europe et Challenge européen de l'exercice 1996-1997.

## Seizièmes de finale
| Date              | Équipe (domicile)          | Score   | Équipe (extérieur) | Lieux                                    |
| ----------------- | -------------------------- | ------- | ------------------ | ---------------------------------------- |
| 23 novembre 1996  | Section paloise            | 18 - 11 | Castres olympique  | Stade du Hameau, Pau                     |
| 23 novembre 1996  | FC Grenoble                | 31 - 29 | AS Monteferrand    | Stade Lesdiguières, Grenoble             |
| 23 novembre 1996  | Paris UC                   | 12 - 9  | CA périgourdin     | Vélodrome Jacques-Anquetil, Paris        |
| 24 novembre 1996  | Stade Français CASG        | 22 - 15 | RCC de Nice        | Stade Jean-Bouin, Paris                  |
| 24 novembre 1996  | CA Bègles-Bordeaux Gironde | 30 - 33 | USA Perpignan      | Stade André-Moga, Bègles                 |
| 24 novembre 1996  | US Dax                     | 28 - 0  | Aviron bayonnais   | Stade Maurice-Boyau, Dax                 |
| 24 novembre 1996  | Stade rochelais            | 40 - 16 | US Montauban       | Stade Marcel-Deflandre, La Rochelle      |
| 24 novembre 1996  | Stade aurillacois          | 32 - 7  | Montpellier RC     | Stade Jean-Alaric, Aurillac              |
| 24 novembre 1996  | CS Bourgoin-Jallieu        | 33 - 23 | SU Agen            | Stade Pierre-Rajon, Bourgoin-Jallieu     |
| 24 novembre 1996  | FC Auch Armagnac           | 20 - 17 | US Colomiers       | Stade du Moulias, Auch                   |
| 24 novembre 1996  | Stadoceste tarbais         | 17 - 24 | RC Nîmes           | Stade Maurice-Trélut, Tarbes             |
| 24 novembre 1996  | US Marmande                | 6 - 16  | AS Béziers         | Stade Georges Dartiailh, Marmande        |
| 24 novembre 1996  | FCS Rumilly                | 18 - 26 | Stade toulousain   | Stade des Grangettes, Rumilly            |
| 30 novembre 1996  | US testerine               | 11 - 8  | RC Toulon          | Stade Bonneval, La Teste-de-Buch         |
| 1er décembre 1996 | RC Narbonne                | 29 - 17 | Saint-Paul sports  | Parc des sports et de l'amitié, Narbonne |
| 7 décembre 1996   | Biarritz olympique         | 14 - 8  | CA Brive           | Parc des sports d'Aguiléra, Biarritz     |

## Huitièmes de finale
| Date             | Équipe (domicile)   | Score   | Équipe (extérieur)  | Lieux                                |
| ---------------- | ------------------- | ------- | ------------------- | ------------------------------------ |
| 29 décembre 1996 | Biarritz olympique  | 14 - 23 | Section paloise     | Parc des sports d'Aguiléra, Biarritz |
| 29 décembre 1996 | US Dax              | 16 - 10 | RC Narbonne         | Stade Maurice-Boyau, Dax             |
| 29 décembre 1996 | CS Bourgoin-Jallieu | 25 - 15 | FC Auch Armagnac    | Stade Pierre-Rajon, Bourgoin-Jallieu |
| 29 décembre 1996 | RC Nîmes            | 19 - 9  | FC Grenoble         | Stade Nicolas-Kaufmann, Nîmes        |
| 29 décembre 1996 | Stade toulousain    | 35 - 15 | Paris UC            | Stade des Sept-Deniers, Toulouse     |
| 5 janvier 1997   | US testerine        | 20 - 22 | AS Béziers          | Stade Bonneval, La Teste-de-Buch     |
| 5 janvier 1997   | USA Perpignan       | 24 - 29 | Stade Français CASG | Stade Aimé-Giral, Perpignan          |
| 19 janvier 1997  | Stade rochelais     | 26 - 20 | Stade aurillacois   | Stade Marcel-Deflandre, La Rochelle  |

## Quarts de finale
| Date            | Équipe (domicile)   | Score   | Équipe (extérieur) | Lieux                                  |
| --------------- | ------------------- | ------- | ------------------ | -------------------------------------- |
| 22 février 1997 | AS Béziers          | 25 - 9  | Stade toulousain   | Parc des sports de Sauclières, Béziers |
| 23 février 1997 | US Dax              | 23 - 15 | Stade rochelais    | Stade Maurice-Boyau, Dax               |
| 23 février 1997 | CS Bourgoin-Jallieu | 39 - 9  | RC Nîmes           | Stade Pierre-Rajon, Bourgoin-Jallieu   |
| 23 février 1997 | Stade Français CASG | 23 - 28 | Section paloise    | Stade Jean-Bouin, Paris                |

## Demi-finales
| Date         | Équipe (domicile)   | Score   | Équipe (extérieur) | Lieux                                |
| ------------ | ------------------- | ------- | ------------------ | ------------------------------------ |
| 23 mars 1997 | CS Bourgoin-Jallieu | 47 - 10 | AS Béziers         | Stade Pierre-Rajon, Bourgoin-Jallieu |
| 2 avril 1997 | Section paloise     | 25 - 14 | US Dax             | Stade du Hameau, Pau                 |

## Finale
| 27 avril 1997 | Section paloise | 13 - 11 (3 - 8) | CS Bourgoin-Jallieu                                                                | Stade Nicolas-Kaufmann, Nîmes 15,732 spectateurs Arbitre : M. Morrison |
| 27 avril 1997 | Essai(s) : 1 essai de Dantiacq (75e) Transformation(s) : 1 transformation d'Aucagne (75e) Pénalité(s) : 2 pénalités d' Aucagne (17e, 48e) Carton(s) jaune(s) : Cléda |                 | Essai(s) : 1 essai de Leflamand (30e) Pénalité(s) : 2 pénalités de Favre (9e, 60e) | Stade Nicolas-Kaufmann, Nîmes 15,732 spectateurs Arbitre : M. Morrison |
| 27 avril 1997 | |                 |                                                                                    | Stade Nicolas-Kaufmann, Nîmes 15,732 spectateurs Arbitre : M. Morrison |

| Section paloise Titulaires Brusque 15 Bernat-Salles 14 Dantiacq 13 Leloir 12 Martin 11 Aucagne 10 Torossian 9 Rollès 8 Bacqué 7 Keith 6 Lagouarde 5 Cléda 4 Bria 3 Rey 2 Triep-Capdeville 1 Remplaçants Vignolo Mentières Vidor Maurin |  |  |  | CS Bourgoin-Jallieu Titulaires 15 Péclier 14 Leflamand 13 Cassagne 12 Glas 11 Geany 10 Favre 9 Mazille 8 Raschi 7 Malafosse 6 Chazalet 5 Théron 4 Cécillon 3 Morgan 2 Sanchez 1 Vessiler Remplaçants Morel Nibelle Gomez Martin-Culet |